# 東野さやか
東野 さやか（ひがしの さやか、1959年 - ）は、日本の英米文学翻訳家。兵庫県出身、埼玉県在住。上智大学外国語学部英語学科卒業後、同大学理工学部化学科に学士入学し、2年間学ぶ。地方公務員として勤務した後、翻訳家に転身。別名義に山本さやか（やまもと さやか）。
日本推理作家協会会員。私生活では、洋楽ロックをよく好み、ライブにもよく訪れる。

## 翻訳作品

### シリーズ作品
- 「ジャック・テイラー」 シリーズ（ケン・ブルーウン、ハヤカワ・ミステリ文庫）
『酔いどれに悪人なし』（The guards） 2005
『酔いどれ故郷にかえる』（The killing of the tinkers） 2005

- 「お茶と探偵」シリーズ（ローラ・チャイルズ、ランダムハウス講談社文庫→Rhブックス+→原書房コージーブックス）
『ダージリンは死を招く』（Death by Darjeeling） 2005
『グリーン・ティーは裏切らない』（Gunpowder green） 2006
『アール・グレイと消えた首飾り』（Shades of Earl Grey） 2006
『イングリッシュ・ブレックファスト倶楽部』（The English Breakfast Murder） 2007
『ジャスミン・ティーは幽霊と』（The jasmine moon murder） 2007
『カモミール・ティーは雨の日に』（Chamomile mourning） 2008
『ブラッドオレンジ・ティーと秘密の小部屋』（Blood orange brewing） 2008
『ロンジン・ティーと天使のいる庭』（Dragonwell dead） 2009
『ホワイト・ティーは映画のあとで』（The silver needle murder） 2010
『ウーロンと仮面舞踏会の夜』（Oolong dead） 2011
『ミントの香りは危険がいっぱい』（The Teaberry Strangler） 2012
『オーガニック・ティーと黒ひげの杯』（Scones & Bones） 2013
『ローズ・ティーは昔の恋人に』（Agony of the Leaves） 2014
『スイート・ティーは花嫁の復讐』（Sweet Tea Revenge） 2015
『プラム・ティーは偽りの乾杯』（Steeped in Evil）	2016
『アジアン・ティーは上海の館で』（Ming Tea Murder） 2017
『ロシアン・ティーと皇帝の至宝』（Devonshire Scream） 2017

- 「卵料理のカフェ」シリーズ（ローラ・チャイルズ、原書房コージーブックス）
『あつあつ卵の不吉な火曜日』（Eggs in purgatory） 2009
『チェリーパイの困った届け先』（Eggs Benedict Arnold） 2011
『ほかほかパンプキンとあぶない読書会』（Bedeviled eggs） 2011
『あったかスープと雪の森の罠』（Stake & Eggs） 2014
『保安官にとびきりの朝食を』（Eggs in a Casket） 2015
『幸せケーキは事件の火種』（Scorched Eggs） 2016
『とろとろチーズ工房の目撃者』（Egg Drop Dead77） 2017

### 単独作品
- 『ハバナ・ミッドナイト』（The fool、ホセ・ラトゥール、山本さやか名義、ハヤカワ・ミステリ文庫） 2003
- 『ボストン、沈黙の街』（Mission flats、ウィリアム・ランデイ（英語版）、ハヤカワ・ミステリ文庫） 2003
- 『貧者の晩餐会現代短篇の名手たち2』（Beggars banquet: Masters of short mystery、イアン・ランキン他、早川書房） 2004
- 『馬鹿★テキサス』（Buck fever、ベン・レーダー、ハヤカワ・ミステリ文庫） 2004
- 『霧のとばり』（Absolute certainty、ローズ・コナーズ（英語版）、二見文庫） 2005
- 『シティ・オブ・タイニー・ライツ』（City of tiny lights、パトリック・ニート（英語版）、早川書房） 2006
- 『キングの死』（The king of lies、ジョン・ハート、ハヤカワ・ミステリ文庫） 2006
- 『ボストン・シャドウ』（The strangler、ウィリアム・ランデイ、ハヤカワ・ミステリ文庫） 2007
- 『霧に濡れた死者たち』（Every move she makes、ロビン・バーセル、ヴィレッジブックス） 2007
- 『ロミオ』（City of fire、ロバート・エリス（英語版）、ハヤカワ・ミステリ文庫） 2007
- 『川は静かに流れ』（Down river、ジョン・ハート、ハヤカワ・ミステリ文庫） 2009
- 『ラスト・チャイルド』（The last child、ジョン・ハート、ハヤカワ・ミステリ文庫） 2010
- 『逃亡のガルヴェストン』（Galveston、ニック・ピゾラット（英語版）、早川書房） 2011
- 『アイアン・ハウス』（Iron house、ジョン・ハート、ハヤカワ・ミステリ文庫） 2012
- 『ジェイコブを守るため』（Defending Jacob、ウィリアム・ランデイ、早川書房） 2013
- 『パインズ 美しい地獄』（Pines、ブレイク・クラウチ（英語版）、ハヤカワ文庫） 2014
- 『ウェイワード 背反者たち』（Wayward、ブレイク・クラウチ、ハヤカワ文庫） 2015

### その他短編
- 「もうたくさん」（マーティナ・コール、ハヤカワミステリマガジン』2003年5月号）
- 「メキシカン・ギャツビー」（レイモンド・スタイバー、『ハヤカワミステリマガジン』2003年9月号）
- 「塔で消えた女」（エドワード・D・ホック、『ハヤカワミステリマガジン』2003年10月号）
- 「大蛇の背中」（イアン・ランキン、『ハヤカワミステリマガジン』2004年1月号）
- 「探偵ピーターズ」（イーデン・フィルポッツ、『ハヤカワミステリマガジン』2004年6月号）
- 「メイドたち」（G・ミキ・ヘイデン、『ハヤカワミステリマガジン』2004年9月号）
- 「花は美しく愛らしい」（シャーロット・カーター、『ハヤカワミステリマガジン』2004年10月号）
- 「男たちの宴」（マリリン・トッド、『ハヤカワミステリマガジン』2005年1月号）
- 「ランデヴー」（ネルソン・デミル、『ハヤカワミステリマガジン』2005年4月号）
- 「キッド、債券を巻き上げる」（アール・スタンリー・ガードナー、『ハヤカワミステリマガジン』2005年6月号）
- 「ウクレレと世界の痛み」（ジェイムズ・サリス（英語版）、『ハヤカワミステリマガジン』2005年7月号）
- 「ナイロビを去って」（エド・マクベイン、『ハヤカワミステリマガジン』2005年10月号）
- 「死の部屋」（ケン・ブルーウン、『ハヤカワミステリマガジン』2005年12月号）
- 「夜に変わるもの」（デイナ・キャメロン（英語版）、『ハヤカワミステリマガジン』2010年2月号）
- 「この場所と黄海のあいだ」（ニック・ピゾラット（英語版）、『ミステリアス・ショーケース』早川書房 2012 収録）
- 「ピンクのシャツ」（Men don't wear pink、アレグザンダー・マコール・スミス、『ハヤカワミステリマガジン』2013年6月号）
- 「鷹」（デイヴィッド・ゴードン、『ハヤカワミステリマガジン』2013年7月号）
- 「ボールを追って」（ジョン・コリア、『ハヤカワミステリマガジン』2013年8月号）